# Frauendorf (Amt Ortrand)
Frauendorf település Németországban, azon belül Brandenburgban. Lakosainak száma 707 fő (2023. december 31.). Frauendorf Ortrand és Kroppen községekkel határos.

## Népesség
A település népességének változása:
| Lakosok száma | 690  | 680  | 697  | 696  | 707  |
|               | 2017 | 2019 | 2021 | 2022 | 2023 |